# Réseau Nacre
 (août 2022).
Introduction
Le Réseau NACRe (Nutrition, Activité physique, Cancer, Recherche) est un réseau de recherche créé en 2000, qui regroupe et fédère une quarantaine d’équipes de recherche publique et d’experts engagés dans le domaine « nutrition et cancer ». Il est soutenu par l'Institut national de recherche pour l'agriculture, l'alimentation et l'environnement (INRAE) et l'Institut National du Cancer (INCa). Le Réseau joue un rôle fédérateur et met en commun les moyens de recherche, les compétences et l'expertise de ses équipes pour améliorer les connaissances sur les relations entre facteurs nutritionnels (alimentation, activité physique, alcool, statut pondéral, métabolisme, etc.) et cancers, aux différents stades de la maladie cancéreuse :
1. Prévention nutritionnelle des cancers[1]
2. Prise en charge nutritionnelle des malades atteints de cancer[2]
3. Prévention nutritionnelle des récidives et seconds cancers[3]

## Mission et objectifs
1. Contribuer au développement de la recherche dans la thématique nutrition et cancer en favorisant les échanges scientifiques et le montage de projets disciplinaires à travers la mise en place de groupes de travail thématiques et la mise à disposition de moyens scientifiques et logistiques. Par exemple, le Réseau propose à ses équipes d’obtenir un Label NACRe[4] pour valoriser les projets inter équipes NACRe, et des bourses d’accompagnement, encourageant ainsi la pluridisciplinarité. Un évènement annuel est organisé pour favoriser les échanges entre les équipes.
2. Répondre aux besoins de synthèse scientifique (émanant de besoins sociétaux, sollicitations via les agences et instituts, professionnels de santé, journalistes…), en se basant sur la littérature scientifique disponible. Cette réponse peut représenter un travail ponctuel de synthèse, mais peut également prendre la forme d’une expertise collective internationale ou nationale qui s’appuie sur une revue systématique de la littérature pouvant aboutir à des recommandations.
3. Former et informer les professionnels de santé, via l’organisation de formations, de cours (en formation initiale ou continue), et d’évènements, et la mise à disposition d’outils pour les accompagner au quotidien dans la prise en charge de leur patientèle.
4. Informer le grand public, en proposant des évènements, des animations, et des supports d’informations accessibles à tous.

## Organisation

### Comité de Pilotage
La gouvernance du Réseau est assurée par un comité de pilotage composé du coordonnateur et des responsables des trois comités permanents. Il définit les objectifs et la stratégie du Réseau, valide le plan d’action, et supervise l’évolution du Réseau et de ses relations avec les partenaires.

### Cellule de coordination
Le fonctionnement du Réseau est assuré par la cellule de coordination opérationnelle, constituée du coordonnateur et chercheur Bernard Srour, d’une cheffe de projet scientifique/stratégique et d’une chargée de communication /webmaster. La cellule de coordination élabore le plan d’action, contribue à la réalisation quotidienne des activités et veille à leur cohérence, sollicite la participation des membres du Réseau et assure l’interaction avec les partenaires. Elle est hébergée sur le campus d’INRAE à Jouy-en-Josas.

### Comités permanents
Comité NACRe/Partenariat : il permet de favoriser les échanges et les collaborations entre les équipes membres du Réseau, via la mise en place d’outils et le recensement des ressources ; la conception de journées d’animation scientifique ; la mise en place du label NACRe pour les projets collaboratifs au sein du Réseau et l’identification des nouvelles équipes pouvant rejoindre le Réseau.
Comité NACRe/Formation : il élabore et met en œuvre un programme de formation sur la thématique « Nutrition et Cancer ». Ces formations visent un public de professionnels de santé, principalement les médecins, pharmaciens, diététiciens et infirmiers. Ces formations abordent aussi bien la prévention que la prise en charge des patients atteints de cancer.
Comité Information-Communication : son objectif est de diffuser les données scientifiques validées auprès du grand public et des patients via différents moyens de communication et de vulgarisation scientifique (site web, réseaux sociaux, documents, vidéos, évènements…).

## Financement
Le Réseau NACRe a toujours été exclusivement financé par des conventions établies auprès d’institutions publiques ou d’utilité publique. Actuellement, le Réseau bénéficie du soutien financier et institutionnel de l’Institut National du Cancer, et d’un soutien institutionnel de la part de INRAE.

## Réalisations

### Participation ou organisation d'expertises scientifiques
- Impact des facteurs nutritionnels pendant et après cancer – Rapport publié en 2020 et expertise réalisée par l’INCa et le Réseau NACRe[6],[7]
- Jeûne, régimes restrictifs et cancer : revue systématique des données scientifiques et analyse socio-anthropologique sur la place du jeûne en France. Rapport publié en 2018 et expertise réalisée par le Réseau NACRe[8]
- Alcoholic beverages, obesity, physical activity and other nutritional factors, and cancer risk: A review of the evidence. Article publié en 2016 dans la revue internationale Critical Review in Oncology / Hematology, par le Réseau NACRe[9]
- Nutrition et prévention primaire des cancers : actualisation des données – Rapport publié en 2015, réalisé par l’INCa, avec la participation du Réseau NACRe[10]

D’autres expertises ont été réalisées de 2000 à 2015 par le Réseau NACRe, et aussi en partenariat avec l’INCa, l’Anses, la SFNCM.

### Information des publics
Le Réseau NACRe propose ou participe à des actions de formation, d’information et de sensibilisation des publics, avec différents partenaires de la thématique : Institut National du Cancer, Fondation ARC, Ligue contre le cancer, Centre Léon Bérard, Cité de la santé, Cité des sciences et de l’Industrie, les Cancéropôles, la Société Francophone Nutrition Clinique et Métabolisme, la Société Française de Nutrition.
- Formations et journées d’informations pour les professionnels de santé
- Elaboration et diffusion de documents d’informations pour le grand public, les patients atteints de cancer et les professionnels de santé[11].
- Organisation ou participation à des évènements scientifiques ou pour les professionnels de santé.
- Organisation ou participation à des évènements sous différents formats, pour le grand public : patients et proches de patients, grand public adulte, adolescent et enfant.
- Participation à l’Exposition "Cancers"[12] à la Cité des sciences et de l’Industrie.
- Ecriture d’article ou réponse aux demandes d’informations des journalistes (The Conversation[13], 60 millions de consommateurs, le Figaro[14], la revue du praticien[15], …)